# نهر أواتشيتا
نهر أواتشيتا نهر يمتد جنوبًا وشرقًا عبر ولايتي أركنساس ولويزيانا في الولايات المتحدة، وينضم إلى نهر تينساس ليشكل النهر الأسود بالقرب من جونزفيل. يعد النهر الخامس والعشرون الأطول في الولايات المتحدة (حسب الجذع الرئيسي).